# موضة ازدواجية التوجه الجنسي
موضة مزدوجي التوجه الجنسي (بالإنجليزية: Bisexual chic)‏ هي عبارة تستخدم لوصف الاعتراف العام بازدواجية التوجه الجنسي أو الاهتمام العام المتزايد أو قبول ازدواجية التوجه الجنسي. يصف الاستخدام الآخر للعبارة الاهتمام الجريء بالازدواجية الجنسية. غالبًا ما تكون موضة مزدوجي التوجه الجنسي مصحوبة بمشاهير يكشفون علنًا عن ازدواجية توجهه الجنسي.

## أصل المصطلح
في الولايات المتحدة، كانت عشرينيات القرن الماضي عقدًا من التجارب الاجتماعية، لا سيما مع الجنس. وقد تأثر هذا العقد بشدة بكتابات سيغموند فرويد، الذي افترض أن الناس سوف يتصرفون بأي طريقة لإشباع الرغبة الجنسية. مع الصورة التي حظيت بدعاية جيدة بأن الأفعال الجنسية كانت جزءًا من النساء المثليات والعلاقات، انتشرت التجارب الجنسية. كانت المدن الكبيرة التي توفر حياة ليلية تحظى بشعبية كبيرة، وبدأت النساء في البحث عن المغامرات الجنسية. أصبحت ازدواجية التوجه الجنسي تدل على الأناقة، لا سيما في الأحياء الأولى للمثليين في أمريكا.
استخدمت العبارة نفسها على نطاق واسع في السبعينيات، في نهاية حركة الهيبيز، التي تمجد قيم الحب الحر. خلال عصر موسيقى الروك والديسكو الساحرة، كان هناك افتتان من وسائل الإعلام بازدواجية التوجه الجنسي في مشهد النوادي وبين الموسيقيين مثل إلتون جون وديفيد بوي وباتي سميث؛ في الواقع، في عام 1980، أشارت مجلة تايم إلى شخصية بوي «زيغي ستاردست» على أنها المؤسس ذو الشعر البرتقالي لموضة مزدوجي التوجه الجنسي. في الوقت نفسه، تشكلت مجموعات مزدوجي الميول الجنسية في العديد من المدن الأمريكية الكبرى، معلنة ولادة حركات الحقوق المدنية وحركات التحرير مزدوجة التوجه الجنسي.
يمكن استخدام العبارة للإشارة إلى أن شخصًا ما يتظاهر بأنه مزدوج الميول الجنسية فقط لأنه الأمر مألوف في الوقت الحالي. بدلًا من ذلك، يمكن استخدامها للتأكيد على أن شخصًا ما خالٍ من المحرمات، والتجارب، وعلى اتصال بالجوانب الذكورية والأنثوية في ذاته، وبالتالي من المحتمل أن يكون عاشقًا أفضل أو حتى شخصًا أفضل.

## الظهور
رغم أن المصطلحات تُنسب إلى السبعينيات، فقد حدث اتجاه مزدوج التوجه الجنسي في عشرينيات القرن الماضي. في كتاب العكس بالعكس: الازدواجية والإثارة الجنسية في الحياة اليومية، تجادل مارغوري غاربر بأن «العشرينيات ارتبطت بتعميم فرويد (أو الفرويدية)، واندلاع الحرب العالمية الأولى، والميل العام للجرأة وغير التقليدية: الشعر المموج، التنانير القصيرة، رفض الحظر والتضييق الفيكتوري». ومن الأمثلة على ذلك كرات السحب ونجاح فنانين مثل إرنست همنغواي ودي إتش لورانس وفيرجينيا وولف ومارلين ديتريش. بالعودة إلى السبعينيات، اتهمت الكاتبة إيلين شوالتر وولف ومجموعة بلومزبري بموضة مزدوجي التوجه الجنسي عندما حذرت وولف وأصدقائها من الانغماس في موضة الازدواجية.

## من سبعينيات القرن العشرين فصاعدًا
بعد سلالة من الحركات الاجتماعية التي تركزت على حقوق مجتمع الميم مثل أعمال شغب ستونوول في عام 1969، من السبعينيات فصاعدًا، كان الوعي بازدواجية التوجه الجنسي في ازدياد، وكان يُنظر إلى السلوكيات الجنسية غير المطابقة على أنها تحدٍ اجتماعي. في عام 1972، ظهر الفيلم الموسيقي الناجح «كاباريه» على شكل مثلث حب مع رجل وامرأة يتقاتلان من أجل نفس الحبيب (الذكر). كان المؤلف الذي ألهم الفيلم، كريستوفر إيشروود، من أوائل المشاهير المثليين جنسيًا. تشمل التمثيلات الثقافية البارزة الأخرى في السبعينيات عرض روكي بيكتشر وفيلم صنداي بلودي صنداي. في التسعينيات، وتحت تأثير ثقافة الهيبستر الفرعية المعاصرة، والتي ترمز إلى المقاومة ضد نمط الحياة السائد وتشجع على مخالفة التقاليد، بدأ عدد متزايد من الناس في مساءلة هويتهم الخاصة وكذلك حياتهم الجنسية.